# Trevor Benjamin
Trevor Junior Benjamin (ur. 8 lutego 1979 w Kettering) – piłkarz występujący na pozycji napastnika, reprezentant Jamajki.

## Kariera
Swoją karierę rozpoczął w sezonie 1995/1996 w Cambridge United, występującym w Division Four. W sezonie 1998/1999 awansował z zespołem do Division Three. W 2000 przeszedł do drużyny Premier League – Leicester City. W nowych rozgrywkach zadebiutował 1 października 2000 w zremisowanym 0:0 meczu z Sunderlandem, a 18 listopada 2000 w wygranym 3:0 spotkaniu z Middlesbrough zdobył swoją jedyną bramkę w Premier League.
W sezonie 2001/2002 był wypożyczany do zespołów Division One, takich jak Crystal Palace, Norwich City oraz West Bromwich Albion. Następnie wrócił do Leicester, które w międzyczasie spadło do Division One. W kolejnym sezonie awansował z klubem z powrotem do Premier League. W rozgrywkach 2003/2004 był wypożyczany do Gillingham (Division One) do drużyn z Division Two – Rushden & Diamonds oraz Brighton & Hove Albion. W marcu 2004 wrócił do Leicester, gdzie dokończył sezon, zakończony ponownie spadkiem z ligi, ponownie zakończony spadkiem z ligi.
W grudniu 2004 został wypożyczony do Northampton Town, występującego w League Two. W styczniu 2005 przeszedł do tego zespołu na zasadzie transferu definitywnego. Po miesiącu spędzonym w Northampton dołączył do Coventry City, grającego w Championship. Po zakończeniu sezonu 2004/2005 przeniósł się do Peterborough United, występującego w League Two.
Z Peterborough był wypożyczany do Watfordu (Championship), Swindon Town (League One), Bostonu United oraz Walsall (oba League Two). Następnie grał w Hereford United (League Two), a także na poziomie Conference i w drużynach nieligowych. Karierę zakończył w 2011.
W 2001 wystąpił w meczu reprezentacji Anglii U-21. Natomiast w latach 2002–2003 rozegrał dwa spotkania w reprezentacji Jamajki. Zadebiutował w niej 20 listopada 2002 w zremisowanym 0:0 towarzyskim meczu z Nigerią, a po raz drugi wystąpił 7 września 2003 w przegranym 1:2 towarzyskim spotkaniu z Australią.